# Кора (музыкальный инструмент)
Ко́ра — струнный щипковый музыкальный инструмент с 21 струной, распространённый в Западной Африке. По строению и звуку кора близка к лютне и арфе.

## Описание

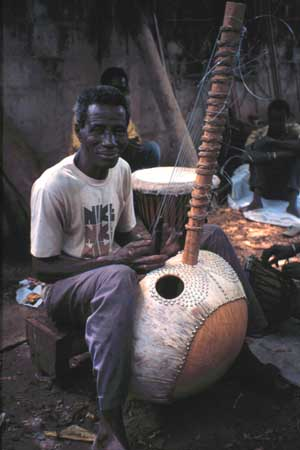
Гамбийский мастер Альеу Сусо

Кора изготовляется из большого калабаса, разрезанного пополам и перетянутого коровьей кожей. Это резонатор; задняя его сторона может использоваться и для поддержания ритма. Резонатор имеет небольшое отверстие. К резонатору крепится гриф с зазубринами. Звучание коры похоже на арфу, но при игре в традиционном стиле больше напоминает гитару: фламенко или блюзовые техники. Большим и указательным пальцами игрок перебирает струны, придерживая инструмент остальными пальцами.
Традиционная кора имеет 21 струну, одиннадцать для левой руки и десять — для правой. Современные коры могут иметь дополнительные басовые струны (до четырёх) — например, так делают на юге Сенегала. По традиции, струны изготовлялись из тонких полос кожи антилопы или другого животного. Сейчас струны делают из нейлоновой лески или используют струны для арфы. Иногда такие струны сплетают, чтобы сделать их более толстыми.
Настраивается кора посредством перемещения специальных кожаных колец на грифе. Таким образом можно настроить инструмент на одну из четырёх семинотных гамм. Эти гаммы близки к западным мажорному, минорному и лидийскому ладам.

## Использование
Традиционно на коре играют гриоты — бродячие певцы, сказители и хранители легенд. Это преимущественно жители Гвинеи, Мали, Сенегала, Гвинеи-Бисау и Гамбии. Мастера игры на коре называют джали. Достигнув мастерства в игре на коре, джали должен сам сделать себе инструмент.
Кора — центральный инструмент в музыкальной традиции народа мандинка. Он часто используется вместе с джембе и балафоном.